# موروشيد جوكو
موروشيد جوكو (بالإنجليزية: Murushid Juuko)‏ (14 أبريل 1994 بأوغندا - ) هو لاعب كرة قدم أوغندي في مركز الدفاع. شارك مع منتخب أوغندا لكرة القدم. أما مع النوادي، فقد لعب مع نادي سيمبا.

## وصلات خارجية
- موروشيد جوكو على موقع إي إس بي إن إف سي (الإنجليزية)
- موروشيد جوكو على موقع قاعدة بيانات كرة القدم.إي يو (الإنجليزية)
- موروشيد جوكو على موقع ناشيونال فوتبول تيمز (الإنجليزية)
- موروشيد جوكو على موقع Soccerway.com (الإنجليزية)
- موروشيد جوكو على موقع عالم كرة القدم.نت (الإنجليزية)